# 高校赤軍
高校赤軍（こうこうせきぐん）は、共産主義者同盟赤軍派の高校生組織。
赤軍派の高校生組織はいくつかの高校にあったが、大阪の大阪府立清水谷高等学校の赤軍派は、1969年に、同校のアナキスト高校生連合と、高校では全国でも最初の全校バリケード封鎖を敢行した。

## 関連
- 東京都高校生連合（都高連）
- 大阪府高校生連合（府高連）
- 社学同高校生委員会
- 反戦高校生協議会（反戦高協）
- 反帝高校生評議会（反帝高評）
- 反戦高校生連絡会議（反戦高連）
- 暴力革命高校生戦線（暴革）
- 高校生反戦連絡協議会（高校反戦）
- 高共闘
- 全国浪人共闘会議